# Хайредин (община)
Община Хайредин се намира в Северозападна България и е една от съставните общини на област Враца.

## География

### Географско положение, граници, големина
Общината е разположена в северозападната част на Област Враца. С площта си от 189,069 km2 е най-малката сред 10-те общините на областта, което съставлява 5,22% от територията на областта. Границите ѝ са следните:
- на север – община Козлодуй;
- на североизток – община Мизия;
- на югоизток – община Бяла Слатина;
- на юг – община Борован и община Криводол;
- на югозапад – община Бойчиновци от Област Монтана;
- на северозапад – община Вълчедръм от Област Монтана.

### Релеф, води
Територията на община Хайредин изцяло попада в пределите на Западната Дунавска равнина и релефът ѝ е равнинен. Районът на северозапад от долината на река Огоста се заема от южната част на обширното льосово плато Златията с максимална височина в пределите на общината – 143 m. На югоизток от долината на Огоста се простира част от Западната Дунавска равнина, като южно от село Рогозен, на границата с община Борован се намира най-високата точка на общината – 161 m н.в., а на брега на река Огоста, североизточно от Хайредин се намира най-ниската точка – 50 m н.в.
Основната водна артерия е река Огоста, която протича в пределите на общината от югозапад на североизток на протежение от около 9 km с част от долното си течение. В източната част на община Хайредин, от юг на север, с почти цялото си течение (без извора и устието си) през селата Рогозен, Бързина и Ботево преминава река Бързина (ляв приток на Скът).

## Население

### Етнически състав (2011)
Численост и дял на етническите групи според преброяването на населението през 2011 г.:
|                     | Численост | Дял (в %) |
| Общо                | 5001      | 100,00    |
| Българи             | 3941      | 78,80     |
| Турци               | 7         | 0,14      |
| Цигани              | 322       | 6,44      |
| Други               | 4         | 0,08      |
| Не се самоопределят | 4         | 0,08      |
| Неотговорили        | 723       | 14,46     |

### Населени места
Общината има 6 населени места с общо население 3901 жители към 7 септември 2021 г.
| Населено място | Население (2021 г.) | Площ на землището km2 | Забележка (старо име)    | Населено място | Население (2021 г.) | Площ на землището km2 | Забележка (старо име)           |
| -------------- | ------------------- | --------------------- | ------------------------ | -------------- | ------------------- | --------------------- | ------------------------------- |
| Ботево         | 56                  | 9,355                 | Бързински соват, Ботьово | Михайлово      | 892                 | 34,264                | Долна Гнойница                  |
| Бързина        | 171                 | 30,575                |                          | Рогозен        | 839                 | 30,436                |                                 |
| Манастирище    | 814                 | 27,697                |                          | Хайредин       | 1129                | 56,742                |                                 |
|                |                     |                       |                          | ОБЩО           | 3901                | 189,069               | няма населени места без землища |

## Административно-териториални промени
- Указ № 161/обн. 25.06.1884 г. – преименува с. Бързински соват (Бързински черкези) на с. Ботьово;
- Указ № 81/обн. 26.02.1923 г. – обединява населените местности Манастирище и Бъзовец в едно населено място – с. Димитрово;
- МЗ № 2820/обн. 14.08.1934 г. – преименува с. Димитрово на с. Босилеград;
- Указ № 191/обн. 22.04.1950 г. – преименува с. Долна Гнойница на с. Михайлово;
- през 1956 г. – осъвременено е името на с. Ботьово на с. Ботево без административен акт;
- указ № 431/обн. 22.11.1960 г. – заличава с. Босилеград и го присъединява като квартал на с. Михайлово.

## Политика
- 2011 г. – Тодор Алексиев (Независим)
- 2007 – Радослав Стойков (БСП) печели на втори тур с 51% срещу Светла Кирова (независим).
- 2003 – Кирил Кирилов (Обединена коалиция „Хайредин – 2007“) печели на втори тур с 52% срещу Васил Василев (БСП).
- 1999 – Димитър Асенов (БСП) печели на първи тур с 55% срещу Кирил Кирилов (БЗНС).
- 1995 – Васил Георгиев (независим) печели на втори тур с 57% срещу Петър Попов (Предизборна коалиция БСП, БЗНС Александър Стамболийски, ПК Екогласност).

## Транспорт
През общината преминават частично 2 пътя от Републиканската пътна мрежа на България с обща дължина 36,5 km:
- участък от 14,8 km от Републикански път III-101 (от km 60,8 до km 75,6);
- участък от 21,7 km от Републикански път III-133 (от km 16,8 до km 38,5).

## Топографска карта
- Лист от карта K-34-24. Мащаб: 1 : 100 000.